# Ядрові методи
В машинному навчанні ядрові методи (англ. kernel methods) — це клас алгоритмів для розпізнавання образів, найвідомішим представником якого є метод опорних векторів (англ. support vector machine, SVM). Загальна задача розпізнавання образів полягає у знаходженні та вивченні основних типів відношень (наприклад, кластерів, ранжування, головних компонент, кореляцій, класифікацій) у наборах даних. Для багатьох алгоритмів, які розв'язують ці задачі, дані в сирому представленні має бути явним чином перетворено на представлення у вигляді векторів ознак через визначене користувачем відображення ознак (англ. feature map): на противагу цьому ядрові методи вимагають лише вказаного користувачем ядра (англ. kernel), тобто, функції подібності над парами точок даних у сирому представленні.
Ядрові методи завдячують своєю назвою застосуванню ядрових функцій, які дозволяють їм діяти в неявному просторі ознак високої вимірності навіть без обчислення координат даних у цьому просторі, натомість просто обчислюючи скалярний добуток зображень всіх пар даних у цьому просторі ознак. Ця операція часто є обчислювально менш витратною, ніж явне обчислення координат. Цей підхід називають ядровим трюком (англ. kernel trick). Ядрові функції було представлено для даних послідовностей, графів, текстів, зображень, як і для векторів.
До алгоритмів, здатних працювати з ядрами, належать ядровий перцептрон, метод опорних векторів (англ. support vector machines, SVM), ґаусові процеси, метод головних компонент (англ. principal components analysis, PCA), канонічно-кореляційний аналіз, гребенева регресія, спектральне кластерування, лінійні адаптивні фільтри та багато інших. Будь-яку лінійну модель може бути перетворено на нелінійну шляхом застосування до неї ядрового трюку: заміни її ознак (провісників) ядровою функцією.[джерело?]
Більшість ядрових алгоритмів ґрунтуються на опуклій оптимізації або власних векторах, і є статистично обґрунтованими. Як правило, їхні статистичні властивості аналізують за допомогою теорії статистичного навчання (наприклад, за допомогою складності Радемахера).

## Обґрунтування та неформальне пояснення
Ядрові методи можливо розглядати як навчання на прикладах: замість навчання якогось фіксованого набору параметрів, які відповідають ознакам їхніх входів, вони натомість «запам'ятовують» {\displaystyle i}-тий тренувальний зразок {\displaystyle (\mathbf {x} _{i},y_{i})} та навчаються відповідної йому ваги {\displaystyle w_{i}}. Для даних, відсутніх у тренувальному наборі, передбачення здійснюється застосуванням функції подібності {\displaystyle k}, яку називають ядром (англ. kernel), до неміченого входу {\displaystyle \mathbf {x'} } та кожного із тренувальних входів {\displaystyle \mathbf {x} _{i}}. Наприклад, ядрований бінарний класифікатор зазвичай обчислює зважену суму подібностей
{\displaystyle {\hat {y}}=\operatorname {sgn} \sum _{i=1}^{n}w_{i}y_{i}k(\mathbf {x} _{i},\mathbf {x'} )},
де
- {\displaystyle {\hat {y}}\in \{-1,+1\}} є передбаченою ядрованим бінарним класифікатором міткою для неміченого входу {\displaystyle \mathbf {x'} }, справжня прихована мітка {\displaystyle y} якого нас і цікавить;
- {\displaystyle k\colon {\mathcal {X}}\times {\mathcal {X}}\to \mathbb {R} } є ядровою функцією, яка вимірює подібність будь-якої пари входів {\displaystyle \mathbf {x} ,\mathbf {x'} \in {\mathcal {X}}};
- сума пробігає n мічених зразків {\displaystyle \{(\mathbf {x} _{i},y_{i})\}_{i=1}^{n}} тренувального набору класифікатора, де {\displaystyle y_{i}\in \{-1,+1\}};
- {\displaystyle w_{i}\in \mathbb {R} } є вагами тренувальних зразків, визначеними згідно алгоритму навчання;
- функція знаку {\displaystyle \operatorname {sgn} } визначає, чи виходить передбачена класифікація {\displaystyle {\hat {y}}} позитивною, чи негативною.

Ядрові класифікатори було описано ще в 1960-х роках із винайденням ядрового перцептрону. Вони досягли великого піднесення разом з популярністю опорно-векторних машин (ОВМ) у 1990-х роках, коли було виявлено, що ОВМ є конкурентноздатними в порівнянні зі нейронними мережами на таких задачах як розпізнавання рукописного введення.

## Математика: ядровий трюк

ОВМ з ядром, заданим φ((a, b)) = (a, b, a^{2} + b^{2}), і відтак K(x, y) = x•y + x^{2} y^{2}. Тренувальні точки відображено до 3-вимірного простору, де легко знайти розділову гіперплощину.

Ядровий трюк уникає явного відображення, потрібного для тощо, щоби лінійні алгоритми навчання навчалися нелінійної функції або межі рішень. Для всіх {\displaystyle \mathbf {x} } та {\displaystyle \mathbf {x'} } у вхідному просторі {\displaystyle {\mathcal {X}}} певні функції {\displaystyle k(\mathbf {x} ,\mathbf {x'} )} може бути виражено як внутрішній добуток в іншому просторі {\displaystyle {\mathcal {V}}}. Функцію {\displaystyle k\colon {\mathcal {X}}\times {\mathcal {X}}\to \mathbb {R} } часто називають ядром або ядровою функцією. Слово «ядро» використовують в математиці для позначення зважувальної функції зваженої суми або інтегралу.
Деякі задачі в машинному навчанні мають складнішу структуру, ніж просто довільна зважувальна функція {\displaystyle k}. Обчислювання робиться набагато простішим, якщо ядро може бути записано в вигляді «відображення ознак» {\displaystyle \varphi \colon {\mathcal {X}}\to {\mathcal {V}}}, яке задовольняє
{\displaystyle k(\mathbf {x} ,\mathbf {x'} )=\langle \varphi (\mathbf {x} ),\varphi (\mathbf {x'} )\rangle _{\mathcal {V}}.}
Ключовим обмеженням є те, що {\displaystyle \langle \cdot ,\cdot \rangle _{\mathcal {V}}} мусить бути власним внутрішнім добутком. З іншого боку, явне представлення {\displaystyle \varphi } не є необхідним, поки {\displaystyle {\mathcal {V}}} є простором з внутрішнім добутком. Ця альтернатива випливає з теореми Мерсера: неявно визначена функція {\displaystyle \varphi } існує тоді, коли простір {\displaystyle {\mathcal {X}}} може бути споряджено придатною мірою, яка забезпечувала би, щоби функція {\displaystyle k} задовольняла умову Мерсера.
Теорема Мерсера є подібною до узагальнення того наслідку з лінійної алгебри, що пов'язує внутрішній добуток із будь-якою додатноозначеною матрицею. Фактично, умову Мерсера може бути зведено до цього простішого прояву. Якщо ми оберемо як нашу міру лічильну міру {\displaystyle \mu (T)=|T|} для всіх {\displaystyle T\subset X}, яка лічить число точок всередині множини {\displaystyle T}, то інтеграл у теоремі Мерсера зводиться до підсумовування
{\displaystyle \sum _{i=1}^{n}\sum _{j=1}^{n}k(\mathbf {x} _{i},\mathbf {x} _{j})c_{i}c_{j}\geqslant 0.}
Якщо це підсумовування виконується для всіх скінченних послідовностей точок {\displaystyle (\mathbf {x} _{1},\dotsc ,\mathbf {x} _{n})} в {\displaystyle {\mathcal {X}}} і всіх варіантів вибору {\displaystyle n} дійснозначних коефіцієнтів {\displaystyle (c_{1},\dots ,c_{n})} (пор. додатноозначене ядро), то функція {\displaystyle k} задовольняє умову Мерсера.
Деякі алгоритми, які залежать від довільних взаємозв'язків у рідному просторі {\displaystyle {\mathcal {X}}}, фактично мають лінійну інтерпретацію за іншої постановки: області значень {\displaystyle \varphi }. Лінійна інтерпретація дає нам прояснення алгоритму. Понад те, часто немає потреби під час обчислень обчислювати {\displaystyle \varphi } безпосередньо, як у випадку методу опорних векторів. Деякі дослідники посилаються на цю раціоналізацію часу як на головну перевагу. Дослідники також використовують її для обґрунтування сенсу та властивостей наявних алгоритмів.
Теоретично, матриця Грама {\displaystyle \mathbf {K} \in \mathbb {R} ^{n\times n}} по відношенню до {\displaystyle \{\mathbf {x} _{1},\dotsc ,\mathbf {x} _{n}\}} (яку іноді також називають «ядровою матрицею», англ. "kernel matrix"), мусить бути додатно напівозначеною. Емпірично, для евристик машинного навчання варіанти обрання функції {\displaystyle k}, які не задовольняють умову Мерсера, все ще можуть працювати прийнятно, якщо {\displaystyle k} щонайменше наближує інтуїтивне уявлення про подібність. Незалежно від того, чи є {\displaystyle k} мерсеровим ядром, {\displaystyle k} все одно можуть називати «ядром».
Якщо ядрова функція {\displaystyle k} є також і функцією коваріації, як при застосуванні в ґаусових процесах, то матриця Грама {\displaystyle \mathbf {K} } можуть також називати коваріаційною матрицею.

## Застосування
Сфери застосування ядрових методів є різноманітними, до них належать геостатистика, кригінг, зважування зворотних відстаней, об'ємна відбудова, біоінформатика, хемоінформатика, витягування інформації та розпізнавання рукописного введення.

## Популярні ядра
- Ядро Фішера[en]
- Графові ядра[en]
- Ядрове згладжування
- Поліноміальне ядро[en]
- РБФ-ядро[en]
- Стрічкові ядра

### Цитати
1. ↑  Theodoridis, Sergios (2008). Pattern Recognition. Elsevier B.V. с. 203. ISBN 9780080949123. (англ.)
2. ↑  Aizerman, M. A.; Braverman, Emmanuel M.; Rozoner, L. I. (1964). Theoretical foundations of the potential function method in pattern recognition learning. Automation and Remote Control. 25: 821—837. Процитовано в Guyon, Isabelle; Boser, B.; Vapnik, Vladimir (1993). Automatic capacity tuning of very large VC-dimension classifiers. Advances in neural information processing systems. CiteSeerX: 10.1.1.17.7215. (англ.)
3. ↑  Kernel Methods in Machine Learning. — 2008. — 25 березня. (англ.)
4. ↑  Mohri, Mehryar; Rostamizadeh, Afshin; Talwalkar, Ameet (2012). Foundations of Machine Learning (англ.). USA, Massachusetts: MIT Press. ISBN 9780262018258.
5. ↑  Sewell, Martin. Support Vector Machines: Mercer's Condition. www.svms.org. Архів оригіналу за 15 жовтня 2018. Процитовано 16 жовтня 2016. [Архівовано 2018-10-15 у Wayback Machine.] (англ.)
6. ↑  Gaussian Processes for Machine Learning. — 2006. — 25 березня. (англ.)
7. ↑  Honarkhah, M.; Caers, J. (2010). Stochastic Simulation of Patterns Using Distance-Based Pattern Modeling. Mathematical Geosciences[en]. 42: 487—517. doi:10.1007/s11004-010-9276-7. (англ.)